# Begues (kommun)
Begues är en kommun i Spanien.   Den ligger i provinsen Província de Barcelona och regionen Katalonien, i den östra delen av landet, 500 km öster om huvudstaden Madrid. Antalet invånare är 6 520. Arean är 50 kvadratkilometer. Begues gränsar till Sitges, Gavà, Torrelles de Llobregat, Vallirana, Sant Climent de Llobregat, Olivella och Olesa de Bonesvalls. 
Terrängen i Begues är lite kuperad.